# Гашун (Ростовская область)
Гашун — хутор в Зимовниковском районе Ростовской области. Административный центр Северного сельского поселения.
Основан в 1898 году
Население - 1057 (2012)

## Название
Название имеет монгольское происхождение и восходит к калмыцкому слову калм. hашун — 1. сущ. 1) горечь; горький вкус; 2) печаль; скорбь; 2. прил. 1) горький; солёный; кислый; 2) печальный; скорбный.

## История
Основан при строительстве железнодорожной станции Гашун железнодорожной линии «Тихорецкая—Царицын» Владикавказской железной дороги, введенной в эксплуатацию в 1899 году. В период с июля 1936 года по ноябрь 1943 года станция Гашун входила в состав Сталинградской железной дороги, с ноября 1943 года станция вновь вошла в состав железной дороги имени Ворошилова (ныне Северо-Кавказская железная дорога).
Согласно первой Всесоюзной переписи населения 1926 года население хутора составило 93 человека, 70 из них - украинцы.
31 августа 1931 году начал работу Гашунский железнодорожный сельский совет. В Гашуне начинает работать магазин, почта, был подведен первый телефон. С начала 30-х годов действует 4-летняя железнодорожная школа. До этого времени гашунские ученики ходили в Ульяновскую начальную школу, открытую в 1925 году. Дальнейшее обучение можно было продолжить в школе № 1 райцентра.
В 1939 году открывается семилетняя школа.

## Физико-географическая характеристика
Хутор расположен на севере Зимовниковского района в пределах Ергенинской возвышенности, являющейся частью Восточно-Европейской равнины, на северном берегу Верхнесальского канала. Средняя высота над уровнем моря - 49 м. Рельеф местности равнинный.
По автомобильной дороге расстояние до Ростова-на-Дону составляет 310 км, до ближайшего города Волгодонск - 75 км, до районного центра посёлка Зимовники - 21 км. С запада село обходит региональная автодорога Волгоград - Сальск.
Климат
Климат умеренный континентальный (согласно классификации климатов Кёппена-Гейгера - Dfa). Среднегодовая температура воздуха положительная и составляет + 9,4 °C, средняя температура самого холодного месяца января - 5,1 °C, самого жаркого месяца июля + 23,8 °C. Расчётная многолетняя норма осадков - 413 мм. Наименьшее количество осадков выпадает в марте (норма - 27 мм), наибольшее в июне (43 мм).
Часовой пояс
Гашун, как и вся Ростовская область, находится в часовой зоне МСК (московское время). Смещение применяемого времени относительно UTC составляет +3:00.

## Население
Динамика численности населения
| 1926 | 2002 |
| ---- | ---- |
| 93   | 1003 |

| 2006 | 2007  | 2008  | 2009  | 2010  | 2011  | 2012  |
| ---- | ----- | ----- | ----- | ----- | ----- | ----- |
| 1082 | ↘1028 | ↗1126 | ↘1125 | ↘1056 | ↘1054 | ↗1057 |

## Уличная сеть
- ул. Весенняя,
- ул. Деревенского,
- ул. Ересько,
- ул. Железнодорожная,
- ул. Кооперативная,
- ул. Магистральная,
- ул. Молодёжная,
- ул. Семидворка,
- ул. Строительная,
- ул. Школьная.